# Manuel Pardo de Andrade
Manuel Pardo de Andrade, también conocido por sus anagramas León de Parma, Pardo de Chas o Vardo de Chaz (Pazo de Xaz, Dorneda, Oleiros, La Coruña, 21 de noviembre de 1760 - París, 5 de mayo de 1823), escritor, poeta, periodista y político liberal español.

## Biografía
De familia hidalga, su condición de segundón lo destina al claustro e ingresa en la orden de los agustinos antes de cumplir los quince años; de tempranas dotes intelectuales, sus superiores le destinaron a estudiar Teología en Salamanca (1780-1782) en una época de despertar intelectual en esa ciudad; de ahí se le envía a Roma (agosto de 1782) y a Perusa, donde obtiene un grado académico para poder enseñar como lector de Humanidades, Física y Moral en Ancona hasta 1787. Escribe en italiano la tragicomedia La conversione di Sant'Agostino. En 1767 vuelve a España y pide la secularización con la excusa de su mala salud, lo que obtiene en 1792. Sirve como capellán castrense en el segundo batallón del regimiento de infantería de Guadalajara y con él recorre durante once años el centro y norte de la Península. Publica en el Diario de Madrid durante seis años muchísimos artículos de sesgo ilustrado y aun liberal con diversos pseudónimos: León de Parma, Pardo de Chaz o Vardo de Chaz. Descubierta esta vocación, gestiona en 1797 la creación de un periódico para La Coruña que habría de titularse El Curioso Herculino, para el que no consigue aprobación superior. Retirado al pazo de Xaz con el grado de capitán, estalla la Guerra de la Independencia y aprovecha para ponerse al frente del Diario de La Coruña, primer periódico político, (1808-1809), auspiciado por la Junta Suprema del Reino de Galicia.
Dirige luego el Semanario Político, Histórico y Literario de La Coruña (1809-1810). En 1811 publica con su nombre sus Reflexiones sobre la mejor constitución posible en España (La Coruña, Vila, 1811). En 1811 se encarga también de redactar el Boletín Patriótico, de breve vida, y colabora en El Ciudadano por la Constitución (1812-1814). Se le atribuyen entonces los folletos anónimos Juicio imparcial sobre la conducta del obispo "que fue" de Orense, los Principios elementales que han de servir de gobierno a la comisión de las tres Juntas reunidas en Galicia, León y Asturias (La Coruña, 1811) y El pueblo gallego no hizo gestión alguna para que el supremo Gobierno restablezca el Tribunal de la Inquisición (La Coruña, 1812). En agosto de 1813 forma parte de la Junta de Censura. Publica anónimamente el romance de ciego Os rogos d'un gallego establecido en Londres, dedicados os seus paisanos para abrilles os ollos sobre certas iñorancias, e o demais que verá o curioso lector (La Coruña, 1813), para divulgar los principios constitucionales. Constituye el revolucionario Club de la Esperanza, que se reunía en el café coruñés del mismo nombre. Con la caída del régimen constitucional, logra salvarse de la horca y llegar a Inglaterra y termina en París; allí ve a Leandro Fernández de Moratín, quien lo describe componiendo décimas contra el gobierno absolutista, y se une a Rosa Hardy, que le daría dos hijas. A su regreso en 1820, gracias a una ayuda de seis mil reales del Consulado de La Coruña, publica en La Coruña sus Poesías. En 1820 empieza a redactar el Correo de la Diputación de La Coruña (1820-1822).
Caído el régimen constitucional, emigra y en julio de 1823 llega a Inglaterra y de allí pasa a Bruselas en octubre, donde reside hasta junio de 1825 con ocasionales viajes a Alemania e Inglaterra, siempre motivados por sus dificultades para obtener la residencia y garantizarse la subsistencia. Con un pasaporte obtenido en Bruselas se hallaba en París en 1825 con su mujer e hijas como traductor de obras científicas, y en tal lugar murió de cólera el 5 de mayo de 1832 en una de las primeras pandemias que asolaron Francia.

## Obra
- La conversione di Sant'Agostino (teatro). Edición de María Rosa Saurín de la Iglesia, Urbino, 1985.
- Reflexiones sobre la mejor constitución posible en España (La Coruña, Vila, 1811).
- Juicio imparcial sobre la conducta del obispo "que fue" de Orense.
- Principios elementales que han de servir de gobierno a la comisión de las tres Juntas reunidas en Galicia, León y Asturias (La Coruña, 1811).
- El pueblo gallego no hizo gestión alguna para que el supremo Gobierno restablezca el Tribunal de la Inquisición (La Coruña, 1812).
- Os rogos d'un gallego establecido en Londres, dedicados os seus paisanos para abrilles os ollos sobre certas iñorancias, e o demais que verá o curioso lector (La Coruña, 1813).
- Poesías, La Coruña, 1820. Hay edición moderna de María Rosa Saurín de la Iglesia, Urbino, 1988, 2 vols.
- Los artículos del Diario de Madrid, (1794-1800), ed. de María Rosa Saurín de la Iglesia, La Coruña, Galicia editorial S. A., 1989.

## Fuente
- VV. AA., Diccionario Biográfico del Trienio Liberal. Madrid: El Museo Universal, 1992.
- María Rosa Saurín de la Iglesia, Manuel Pardo de Andrade y la crisis de la Ilustración (1760-1832), La Coruña, s. n., 1991.

- Datos: Q9028028
- Multimedia: Manuel Pardo de Andrade / Q9028028